# Симанто (город)
Симанто (яп. 四万十市 Симанто-си) — город в Японии, находящийся в префектуре Коти. Площадь города составляет 632,42 км², население — 34 930 человек (1 августа 2014), плотность населения — 55,23 чел./км².

## Географическое положение
Город расположен на острове Сикоку в префектуре Коти региона Сикоку.

## Население
Население города составляет 34 930 человек (1 августа 2014), а плотность — 55,23 чел./км². Изменение численности населения с 1980 по 2005 годы:
| 1980 | 40 315 чел. |  |
| 1985 | 40 609 чел. |  |
| 1990 | 40 066 чел. |  |
| 1995 | 38 991 чел. |  |
| 2000 | 38 784 чел. |  |
| 2005 | 37 917 чел. |  |

## Символика
Деревом города считается ива, цветком — глициния, птицей — обыкновенный зимородок.